# 月光ソワレ
『月光ソワレ』（げっこうソワレ）は、宝野アリカと片倉三起也による日本の音楽ユニット、ALI PROJECTの初のライブDVD。発売元は徳間ジャパンコミュニケーションズ。

## 概要
2007年12月19日に東京芸術劇場大ホールで行われた、シンフォニックコンサート「月光ソワレV」の模様が収録されている。ALI PROJECTの映像作品としては、2000年に通販限定でライブビデオ（PV含む）『蟻プロジェクト198824』が発売されているが、ライブDVDは本作が初である。
公演直前に発売されたフル・オーケストラ・アルバム『Grand Finale』の収録曲を中心に、ほぼ全編にわたりフルオーケストラをバックにオーケストラアレンジされた楽曲が演奏された。
また、この公演をもって2002年より続いたストリングス・オーケストラコンサート「月光ソワレ」は一区切りを打った。
なお、初回限定盤にはオフショット映像を収録したDVDとオリジナルペンダントヘッドが付属する。

## 収録曲

### DISC.I
1. 聖少女領域
2. 恋せよ乙女
3. 人生美味礼讃
4. La caleche～春の雪
5. 今宵、碧い森深く
6. オフェリア遺文
7. Arabesque Romanesque
インストゥルメンタル。
8. 薔薇架刑
9. 胡蝶夢心中
片倉三起也参加。
10. 暴夜layla幻談
片倉三起也参加。
11. GOD DIVA
片倉三起也参加。
12. 百合と夜鶯
13. 闇の翼ですべてをつつむ夜のためのアリア
14. 亡國覚醒カタルシス
15. 愛と誠
16. 戦争と平和
17. 月光ソワレ
インストゥルメンタル。
18. 月蝕グランギニョル

### DISC.II（初回限定盤のみ）
1. Secret DISC
オフショット映像。

## 出演者
- ボーカル：宝野アリカ
- キーボード：片倉三起也（9.10.11.のみ）
- バイオリン：渡辺剛
- バイオリン：杉野裕
- 指揮：平野義久
- ピアノ：細田真子
- オーケストラ：月光フィルハーモニア